# Zosterornis striatus
El timalí estriado (Zosterornis striatus) es una especie de ave paseriforme de la familia Zosteropidae endémica de Filipinas.

## Distribución y hábitat
Se encuentra únicamente en la isla de Luzón, distribuido principalmente por las selvas de la costa oriental.